# Oficina Australiana de Seguretat en el Transport
L'Oficina Australiana de Seguretat en el Transport (ATSB, Australian Transport Safety Bureau) és l'agència del govern australiana encarregada d'investigar accidents de transport. El seu mandat inclou els viatges per aire, mar i ferrocarril. L'ATSB és una autoritat reglamentària federal independent que és regida per una comissió i funciona per separat dels reguladors del transport, els responsables de polítiques i els proveïdors de serveis. Fou fundada l'1 de juliol del 1999.